# Persone di nome Lukas
| Questa pagina contiene informazioni ricavate automaticamente dalle voci biografiche con l'ausilio del template Bio e di un bot. L'aggiornamento è periodico e automatico e ricostruisce completamente la pagina. Se manca una persona in questa lista, sei pregato di non aggiungerla, ma accertati piuttosto che la sua voce biografica contenga il template Bio e che i dati anagrafici siano correttamente compilati. Se il template Bio manca, inseriscilo tu stesso o, in alternativa, metti l'avviso {{tmp\|Bio}} che ne segnala la mancanza. Se i dati riportati sono sbagliati, correggi direttamente la voce biografica; le modifiche saranno visibili in questa lista entro pochi giorni. Per chiarimenti vedi il progetto antroponimi. La lista contiene solo le 111 persone che sono citate nell'enciclopedia e per le quali è stato implementato correttamente il template Bio. Pagina aggiornata al 22 lug 2025. |

Questa è una lista di persone presenti nell'enciclopedia che hanno il nome Lukas, suddivise per attività principale.

## Allenatori di calcio(1)
- Lukas Thürauer, allenatore di calcio e ex calciatore austriaco (Krems an der Donau, n. 1987)

## Atleti paralimpici(1)
- Lukas Christen, ex atleta paralimpico svizzero (n. 1966)

## Attori(3)
- Lukas Gage, attore e sceneggiatore statunitense (San Diego, n. 1995)
- Lukas Haas, attore statunitense (West Hollywood, n. 1976)
- Lukas Løkken, attore danese (n. 1992)

## Attori pornografici(1)
- Lukas Ridgeston, attore pornografico slovacco (Bratislava, n. 1974)

## Biatleti(1)
- Lukas Hofer, biatleta italiano (Brunico, n. 1989)

## Calciatori(50)
- Lukas Engel, calciatore danese (Amager, n. 1998)
- Lukas Aurednik, calciatore e allenatore di calcio austriaco (Vienna, n. 1918 - Herzogenburg, † 1997)
- Lukas Björklund, calciatore svedese (Ystad, n. 2004)
- Lukas Daschner, calciatore tedesco (Duisburg, n. 1998)
- Lukas Fadinger, calciatore austriaco (Weiz, n. 2000)
- Lukas Fernandes, ex calciatore danese (n. 1993)
- Lukas Fridrikas, calciatore austriaco (n. 1997)
- Lukas Fröde, calciatore tedesco (Fulda, n. 1995)
- Lukas Graber, calciatore liechtensteinese (Vaduz, n. 2001)
- Lukas Grgic, calciatore austriaco (Wels, n. 1995)
- Lukas Grozurek, calciatore austriaco (Vienna, n. 1991)
- Lukas Gugganig, calciatore austriaco (Spittal an der Drau, n. 1995)
- Lukas Görtler, calciatore tedesco (Bamberga, n. 1994)
- Lukas Hinterseer, calciatore austriaco (Kitzbühel, n. 1991)
- Lukas Jonsson, calciatore svedese (n. 1992)
- Lukas Jäger, calciatore austriaco (Alberschwende, n. 1994)
- Lukas Kačavenda, calciatore croato (Zagabria, n. 2003)
- Lukas Kelly-Heald, calciatore neozelandese (Wellington, n. 2005)
- Lukas Klemenz, calciatore polacco (Nuova Ulma, n. 1995)
- Lukas Klitten, calciatore danese (Aalborg, n. 2000)
- Lukas Klostermann, calciatore tedesco (Herdecke, n. 1996)
- Lukas Klünter, calciatore tedesco (Euskirchen, n. 1996)
- Lukas Kochanauskas, ex calciatore lituano (n. 1990)
- Lukas Kruse, ex calciatore tedesco (Paderborn, n. 1983)
- Lukas Königshofer, ex calciatore austriaco (Vienna, n. 1989)
- Lukas Kübler, calciatore tedesco (Bonn, n. 1992)
- Lukas MacNaughton, calciatore canadese (New York, n. 1995)
- Lukas Malicsek, calciatore austriaco (Vienna, n. 1999)
- Lukas Mühl, calciatore tedesco (Zwiesel, n. 1997)
- Lukas Nmecha, calciatore tedesco (Amburgo, n. 1998)
- Lukas Petkov, calciatore bulgaro (Friedberg, n. 2000)
- Lukas Pinckert, calciatore tedesco (Bad Bramstedt, n. 2000)
- Lukas Podolski, calciatore polacco (Gliwice, n. 1985)
- Lukas Raeder, ex calciatore tedesco (Essen, n. 1993)
- Lukas Rath, calciatore austriaco (Oberwart, n. 1992)
- Lukas Lerager, calciatore danese (Gladsaxe, n. 1993)
- Lukas Ried, calciatore austriaco (n. 1995)
- Lukas Rotpuller, ex calciatore austriaco (Eisenstadt, n. 1991)
- Lukas Rupp, calciatore tedesco (Heidelberg, n. 1991)
- Lukas Schenkel, ex calciatore svizzero (Johannesburg, n. 1984)
- Lukas Schmitz, ex calciatore tedesco (Hattingen, n. 1988)
- Lukas Sinkiewicz, ex calciatore tedesco (Tychy, n. 1985)
- Lukas Spalvis, ex calciatore lituano (Vilnius, n. 1994)
- Lukas Spendlhofer, calciatore austriaco (Neunkirchen, n. 1993)
- Lukas Stadler, calciatore austriaco (Bruck an der Mur, n. 1990)
- Luka Subotić, calciatore serbo (Gornji Milanovac, n. 2003)
- Lukas Sulzbacher, calciatore austriaco (Tulln an der Donau, n. 2000)
- Lukáš Tesák, calciatore slovacco (Žiar nad Hronom, n. 1985)
- Lukas Ullrich, calciatore tedesco (Berlino, n. 2004)
- Lukas Van Eenoo, calciatore belga (Bruges, n. 1991)

## Canottieri(1)
- Lukas Müller, canottiere tedesco (Wetzlar, n. 1987)

## Cantanti(3)
- Lukas Meijer, cantante e musicista svedese (Ulricehamn, n. 1988)
- Lukas Rieger, cantante tedesco (Lehrte, n. 1999)
- Lukas Vesely, cantante, bassista e pianista statunitense (Praga, n. 1977)

## Cestisti(7)
- Lukas Aukštikalnis, cestista lituano (Panevėžys, n. 1995)
- Lukas Brazdauskis, ex cestista lituano (Kaunas, n. 1988)
- Lukas Lekavičius, cestista lituano (Šilalė, n. 1994)
- Lukas Meisner, cestista tedesco (Braunschweig, n. 1995)
- Luke Ridnour, ex cestista statunitense (Coeur d'Alene, n. 1981)
- Lukas Uleckas, cestista lituano (Marijampolė, n. 1999)
- Lukas Wank, cestista tedesco (Altenburg, n. 1997)

## Ciclisti su strada(2)
- Lukas Nerurkar, ciclista su strada britannico (n. 2003)
- Lukas Pöstlberger, ciclista su strada e ciclocrossista austriaco (Vöcklabruck, n. 1992)

## Combinatisti nordici(3)
- Lukas Greiderer, combinatista nordico austriaco (Hall in Tirol, n. 1993)
- Lukas Klapfer, combinatista nordico austriaco (Eisenerz, n. 1985)
- Lukas Runggaldier, ex combinatista nordico italiano (Bolzano, n. 1987)

## Compositori(1)
- Lukas Foss, compositore, pianista e direttore d'orchestra statunitense (Berlino, n. 1922 - Manhattan, † 2009)

## Disc jockey(2)
- Lucky Luke, disc jockey e produttore discografico lituano
- Vintage Culture, disc jockey e produttore discografico brasiliano (Mundo Novo, n. 1993)

## Discoboli(1)
- Lukas Weißhaidinger, discobolo e pesista austriaco (Schärding, n. 1992)

## Ginnasti(2)
- Lukas Dauser, ginnasta tedesco (Ebersberg, n. 1993)
- Lukas Nielsen, ginnasta danese (Malmö, n. 1885 - Copenaghen, † 1964)

## Giocatori di football americano(4)
- Lukas Fink, giocatore di football americano austriaco (n. 1996)
- Lukas O'Connor, giocatore di football americano statunitense (Culver City, n. 1994)
- Lukas Ruoss, giocatore di football americano e allenatore di football americano svizzero (Berna, n. 1995)
- Lukas Van Ness, giocatore di football americano statunitense (Barrington, n. 2001)

## Hockeisti su ghiaccio(2)
- Lukas Balmelli, ex hockeista su ghiaccio svizzero (Mendrisio, n. 1994)
- Lukas Crepaz, hockeista su ghiaccio italiano (Brunico, n. 1992)

## Mezzofondisti(1)
- Lukas Rifesser, mezzofondista italiano (Brunico, n. 1986)

## Nuotatori(1)
- Lukas Märtens, nuotatore tedesco (Magdeburgo, n. 2001)

## Paleontologi(1)
- Lukas Hottinger, paleontologo, geologo e biologo svizzero (Düsseldorf, n. 1933 - Basilea, † 2011)

## Pallavolisti(2)
- Lukas Bergmann, pallavolista brasiliano (Monaco di Baviera, n. 2004)
- Lukas Kampa, pallavolista tedesco (Bochum, n. 1986)

## Pattinatori artistici su ghiaccio(1)
- Lukas Britschgi, pattinatore artistico su ghiaccio svizzero (Sciaffusa, n. 1998)

## Pianisti(1)
- Lukas Geniušas, pianista russo (Mosca, n. 1990)

## Piloti automobilistici(1)
- Luki Botha, pilota automobilistico sudafricano (Tswane, n. 1930 - † 2006)

## Piloti di rally(1)
- Lukas Sergnese, pilota di rally spagnolo (Vitoria-Gasteiz, n. 2001)

## Piloti motociclistici(1)
- Lukas Tulovic, pilota motociclistico tedesco (Eberbach, n. 2000)

## Pistard(1)
- Lukas Rüegg, pistard e ciclista su strada svizzero (Russikon, n. 1996)

## Rapper(1)
- Lukas Leon, rapper finlandese (Vantaa, n. 1997)

## Registi(1)
- Lukas Dhont, regista e sceneggiatore belga (Gand, n. 1991)

## Sciatori alpini(8)
- Lukas Ermeskog, ex sciatore alpino svedese (n. 2003)
- Lukas Feurstein, sciatore alpino austriaco (n. 2001)
- Lukas Karlberg, ex sciatore alpino svedese (n. 1999)
- Lukas Krauss, sciatore alpino tedesco (n. 2005)
- Lukas Passrugger, sciatore alpino austriaco (n. 2001)
- Lukas Perathoner, ex sciatore alpino italiano (n. 1968)
- Lukas Tippelreither, ex sciatore alpino austriaco (n. 1991)
- Lukas Wasmeier, ex sciatore alpino tedesco (n. 1994)

## Sciatori freestyle(1)
- Lukas Müllauer, sciatore freestyle austriaco (Sankt Johann in Tirol, n. 1997)

## Scrittori(2)
- Lukas Bärfuss, scrittore e drammaturgo svizzero (Thoune, n. 1971)
- Lukas Hartmann, scrittore svizzero (Berna, n. 1944)

## Snowboarder(1)
- Lukas Pachner, snowboarder austriaco (Vienna, n. 1981)

## Senza attività specificata(1)
- Lukas Mathies, ex snowboarder austriaco (Schruns, n. 1991)